# Tiroler Museumsbahnen
Der Verein Tiroler MuseumsBahnen (TMB) kümmert sich um die Erhaltung und/oder die Dokumentation der historisch wertvollen Lokalbahnen Tirols sowie deren Schienenfahrzeuge.
Unter Tiroler MuseumsBahnen versteht man im Allgemeinen drei Bereiche:
- das Tiroler Localbahnmuseum in Innsbruck
- eine Fahrzeugsammlung, die einige der historisch wertvollsten Fahrzeuge der Tiroler Lokalbahnen umfasst
- einen Verein, dessen Mitglieder ehrenamtlich das Localbahnmuseum betreuen, historische Fahrzeuge restaurieren und revidieren, mit den betriebsfähigen Fahrzeugen Sonderfahrten veranstalten und halbjährlich die Zeitschrift „Lyra“[1] veröffentlichen.

## Geschichte
Nachdem 1983 endgültig klar wurde, dass die 79 Jahre alten Triebwagen der Stubaitalbahn abgestellt werden sollten, gründete sich im Mai desselben Jahres der Verein der „Tiroler MuseumsBahnen“ mit dem Ziel, diese historisch wertvollen Fahrzeuge der Nachwelt zu erhalten. Sah es zuerst für eine Unterbringung des Vereins nicht günstig aus, so konnten dank einigen Fürsprechern in der Politik wie unter anderem auch dem damaligen Bürgermeister Niescher die ehemaligen Remisenanlagen und ein Teil des Stubaitalbahnhofes (Wartesaal und Fahrdienstleitung) für den Verein gewonnen werden. Bereits Anfang Sommer 1985 konnte das Localbahnmuseum eröffnet werden. Um Platz für weitere Fahrzeuge zu schaffen, wurden die meisten Beiwagen der Stubaitalbahn zuerst verliehen und dann auch verkauft. So konnten schon 1986 ein Igler Triebwagen sowie einige Igler Beiwagen und einige Güterwagen der Stubaitalbahn zur Sammlung hinzugefügt werden. 1989 war das erste Fahrzeug – Güterwagen 32 der Stubaitalbahn – im Ursprungszustand restauriert.
Bis heute (Ende 2012) wurden noch 17 weitere Fahrzeuge – teils im Auslieferungszustand – betriebsfähig aufgearbeitet, wobei darüber hinaus noch einige weitere Fahrzeuge bereits betriebsfähig übernommen wurden. 1991 wurde zusammen mit den Innsbrucker Verkehrsbetrieben das 100-jährige Bestehen der Straßenbahn Innsbruck gefeiert. Um die Jahrtausendwende herum wurde die nun baufällig gewordene Remise aus dem Jahr 1903 generalsaniert. Im Jahr 2000 wurde in Innsbruck und den Umlandgemeinden das 100-jährige Bestehen der Innsbrucker Mittelgebirgsbahn und im Jahr 2004 das 100-jährige Bestehen der Stubaitalbahn gefeiert. Im Oktober 2008 konnte das 25-jährige Bestehen der Tiroler MuseumsBahnen unter reger Teilnahme der Politik des Landes Tirols und der Stadt Innsbruck gefeiert werden. Im November 2022 erhielten die Tiroler MuseumsBahnen den Österreichischen Bahnkultur-Preis für das Projekt Wiederherstellung einer „Haller Garnitur“ der ehemaligen Lokalbahn Innsbruck–Hall in Tirol.

## Das Localbahnmuseum

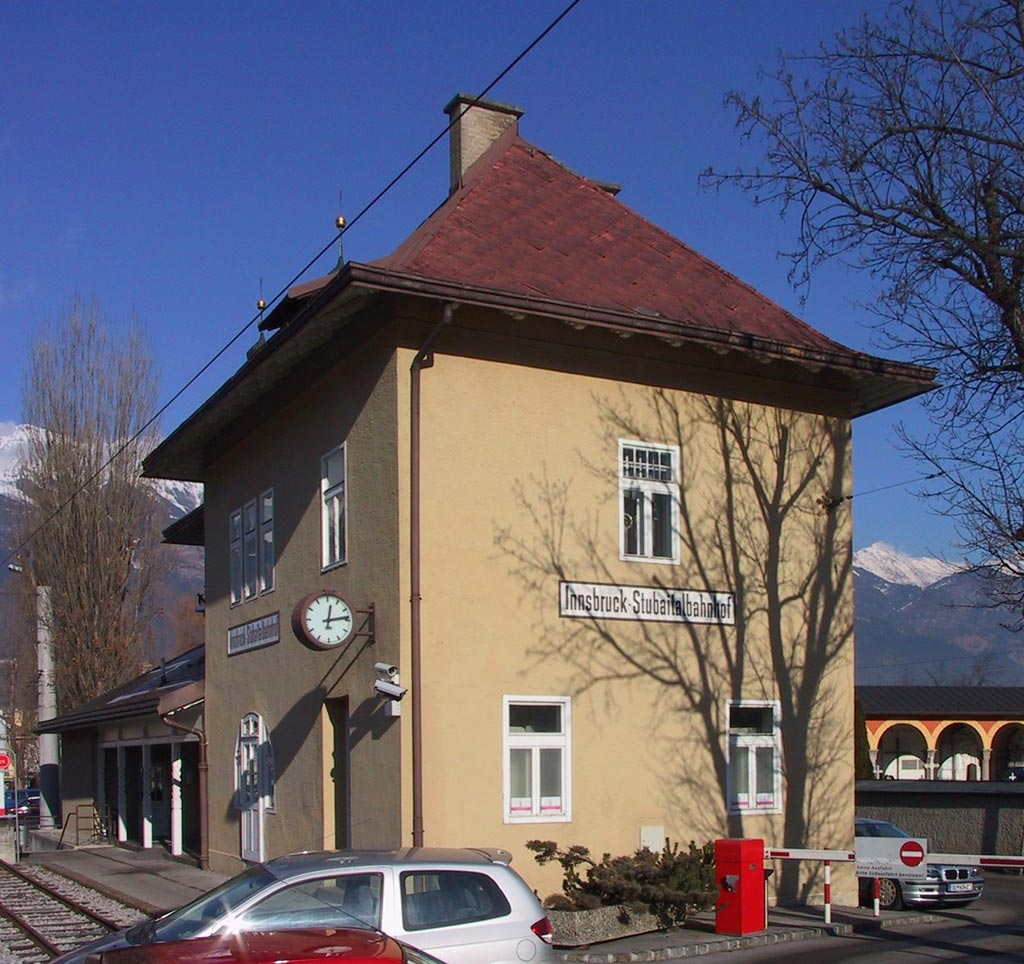
Stubaitalbahnhof Innsbruck

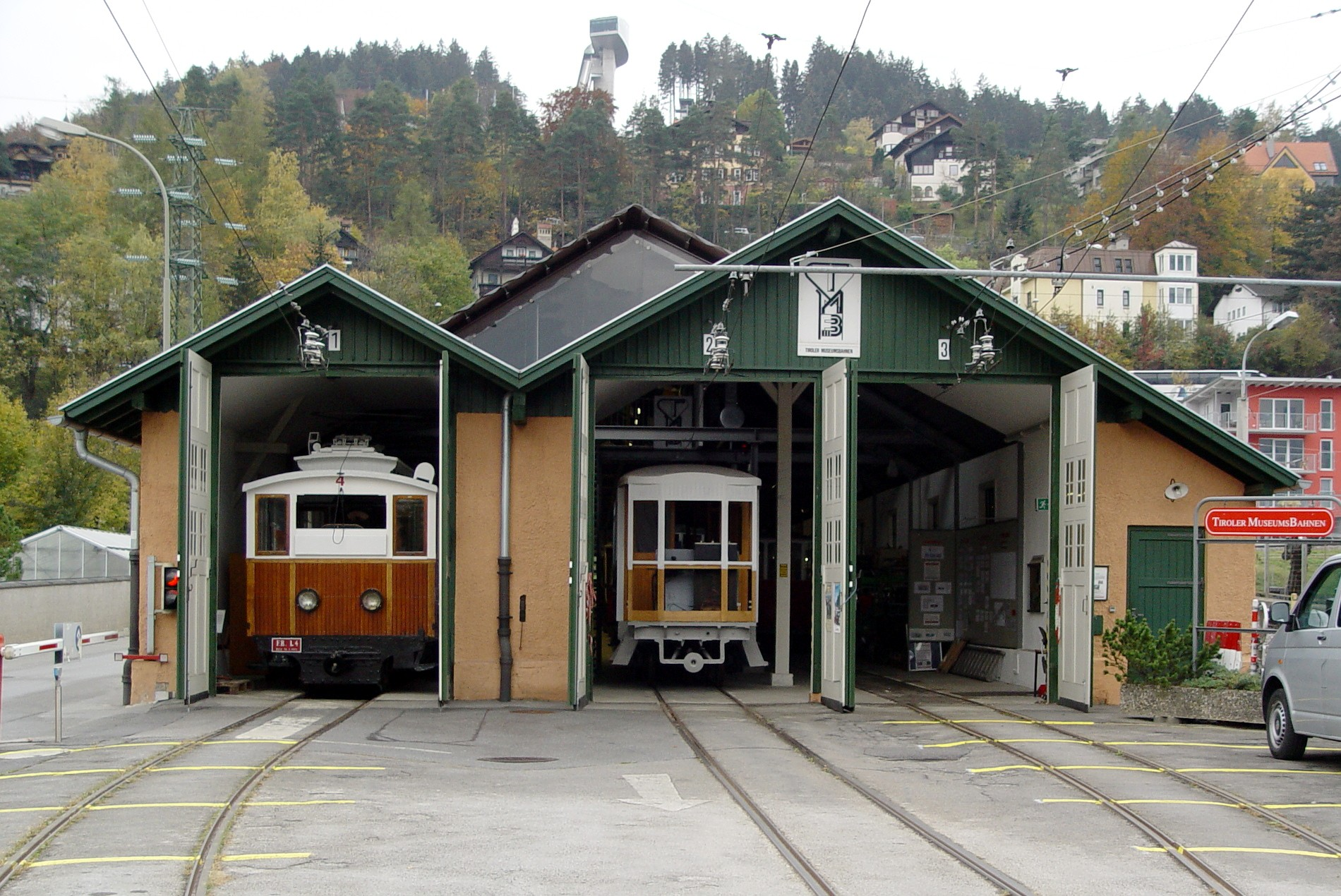
Museumsremise bei Betriebsbeginn

Das Localbahnmuseum befindet sich im ehemaligen Stubaitalbahnhof am Fuße des Bergisels, neben dem heutigen Betriebshof der Innsbrucker Verkehrsbetriebe. Eröffnet wurde es 1985, nachdem die Stubaitalbahn auf Gleichstrom umgestellt wurde und die Räume der Fahrdienstleitung und des Warteraums nicht mehr gebraucht wurden. Seitdem hat sich das Lokalbahnmuseum für Eisenbahnliebhaber aus der ganzen Welt zu einer Sehenswürdigkeit entwickelt und ist gut frequentiert. Im Sommerhalbjahr verkehrt ein Museumszubringer mit wechselnden Nostalgiefahrzeugen zwischen dem Museum und der Innenstadt. Das Ticket für das Museum ist zugleich die Fahrkarte für den Zubringer.
Die Ausstellung umfasst unter anderem folgende Lokalbahnen:
- Achenseebahn
- Außerfernbahn
- Dolomitenbahn
- Elektrische Bahn Lana-Meran
- Fleimstalbahn
- Grödner Bahn
- Innsbrucker Mittelgebirgsbahn
- Lokalbahn Bozen–Meran
- Lokalbahn Dermulo–Mendel
- Lokalbahn Innsbruck–Hall in Tirol
- Lokalbahn Lana-Burgstall–Oberlana
- Lokalbahn Mori–Arco–Riva
- Karwendelbahn
- Rittner Bahn
- Straßenbahn Bozen
- Straßenbahn Innsbruck (IVB)
- Straßenbahn Meran
- Stubaitalbahn
- Tauferer Bahn
- Lokalbahn Trient–Malè-Mezzana
- Überetscher Bahn
- Valsuganabahn
- Vinschgaubahn
- Zillertalbahn

Dazu werden jährlich wechselnde Sonderausstellungen über die einzelnen Regionalbahnen veranstaltet und einige Publikationen, die sich mit den aktuellen Themen beschäftigen, aufgelegt.

## Die Fahrzeugsammlung

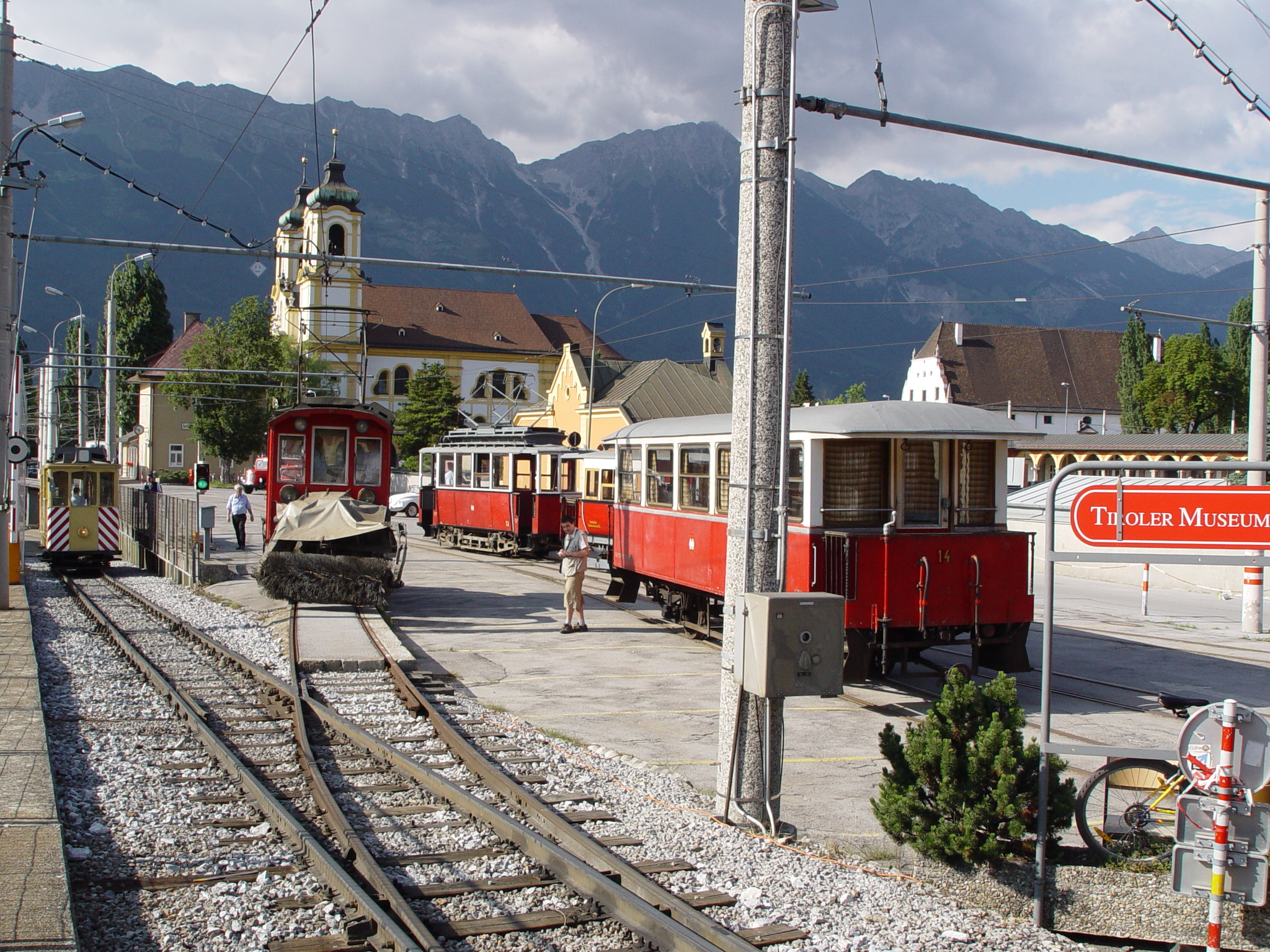
Remisenvorplatz der Tiroler Museumsbahnen

Die Fahrzeugsammlung ist in der alten Remise der Stubaitalbahn in Innsbruck untergebracht. Umfasste die Sammlung 1983 nur abgestellte Fahrzeuge der Stubaitalbahn, wurde im Laufe der Zeit die Sammlung erweitert. Fahrzeuge anderer Lokalbahnen wurden gekauft und nach Innsbruck (zurück-)geholt. So umfasste die Sammlung Ende 2017 27 Fahrzeuge (11 Triebfahrzeuge, 10 Beiwagen, 4 Güterwagen, 2 Schneekehren) von vier Lokalbahnen und einem Straßenbahnbetrieb:
- Innsbrucker Mittelgebirgsbahn
- Innsbrucker Verkehrsbetriebe
- Localbahn Innsbruck-Hall i. Tirol
- Rittner Bahn
- Stubaitalbahn

Die Sammlung umfasst zum Teil einzigartige Fahrzeuge. So befindet sich unter anderem die einzige betriebsfähige Zahnradlokomotive der Rittner Bahn bei den TMB, und auch der erste Einphasen-Wechselstromtriebwagen ist hier zu finden. Die meisten der Fahrzeuge sind über 100 Jahre alt, und einige wurden auch in ihren Auslieferungszustand zurückversetzt. Eine Besonderheit dieser Sammlung ist, dass fast alle Fahrzeuge betriebsfähig sind.
Siehe auch: Fahrzeuge der Innsbrucker Straßenbahn